# Arslanlı (Kozan)
Arslanlı ist ein Ortsteil (Mahalle) im Landkreis Kozan der türkischen Provinz Adana mit 728 Einwohnern (Stand: Ende 2024). Im Jahr 2011 hatte der Ort 1.054 Einwohner.